# Alfred Van Neste
Alfred Joseph Auguste Van Neste (Brugge, 4 maart 1874 – Sint-Genesius-Rode, 8 maart 1969) was een Belgisch kunstschilder, graveur, landschapsschilder, illustrator en ontwerper van affiches en boekbanden.

## Levensloop
Hij werd geboren in de Sint-Amandstraat in Brugge en was een zoon van uurwerkmaker August Van Neste en van Virginie Zwaenepoel. Hij was een neef van Hendrik Pickery en een neef en leerling van Florimond Van Acker (1858-1940). Hij volgde een opleiding aan de kunstacademies van Brugge en Antwerpen en werd daar later docent.
Hij schilderde pittoreske plekjes van Brugge en Antwerpen en deed dat ook in Bretagne en Venetië. Hij ontwierp afbeeldingen voor processies.
Hij werd de meest bekende afficheontwerper van Antwerpen en maakte ook ontwerpen voor postzegels, kostuums en boeken. Hij illustreerde het boek De leeuw van Vlaanderen van Hendrik Conscience (1912) en ontwierp de boekbanden voor drie boeken van Guido Gezelle voor uitgever L.J. Veen in Amsterdam.
Hij was een vriend van Peter Benoît van wie hij het dodenmasker tekende, in opdracht van het stadsbestuur van Antwerpen.

## Tentoonstellingen
- 1924, Mechelen, Stedelijke Feestzaal, Salon van Mechelen - 46e Tentoonstelling', Maatschappij tot Aanmoediging der Schone Kunsten (5-26/10) (cat. 38 - 39)
- 1937, Mechelen, Stedelijke Feestzaal, Salon van Mechelen - 50e Tentoonstelling', Maatschappij tot Aanmoediging der Schone Kunsten (8-23/8) (cat. 136 - 137)